# Исакча (Тулћа)
Исакча (рум. Isaccea) насеље је у Румунији у округу Тулћа у општини Исакча. Oпштина се налази на надморској висини од 8 m.

## Становништво
Према подацима из 2002. године у насељу је живело 4789 становника.

### Попис2002.
| Расподела становништва по националности 2002.‍ | Расподела становништва по националности 2002.‍ | Расподела становништва по националности 2002.‍ | Расподела становништва по националности 2002.‍ | Расподела становништва по националности 2002.‍ |
| --------------------------------------------- | --------------------------------------------- | --------------------------------------------- | --------------------------------------------- | --------------------------------------------- |
|                                               |                                               |                                               |                                               |                                               |
| Румуни                                        | Румуни                                        |                                               | 4.538                                         | 94,8%                                         |
| Роми                                          | Роми                                          |                                               | 7                                             | 0,1%                                          |
| Украјинци                                     | Украјинци                                     |                                               | 20                                            | 0,4%                                          |
| Руси                                          | Руси                                          |                                               | 5                                             | 0,1%                                          |
| Турци                                         | Турци                                         |                                               | 208                                           | 4,3%                                          |
| Татари                                        | Татари                                        |                                               | 8                                             | 0,2%                                          |